# Confédération des loisirs et des sports de l'esprit
Pour les articles homonymes, voir CLE.
La Confédération des loisirs et des sports de l'esprit (CLE) est une fédération française qui regroupe huit fédérations de jeux de l’esprit :
- Fédération française de bridge ;
- Fédération française des échecs ;
- Fédération française de go ;
- Fédération française de jeu de dames ;
- Fédération française des jeux mathématiques ;
- Fédération française d’Othello ;
- Fédération française de Scrabble ;
- Fédération française de tarot.

La CLE a reçu l'agrément de jeunesse et d'éducation populaire du ministère de la Santé, de la Jeunesse, des Sports et de la Vie associative.
Elle a pour but officiel d’améliorer la qualité de la vie en utilisant le jeu comme outil pédagogique et comme moyen de communication.